# Dominique Riquet

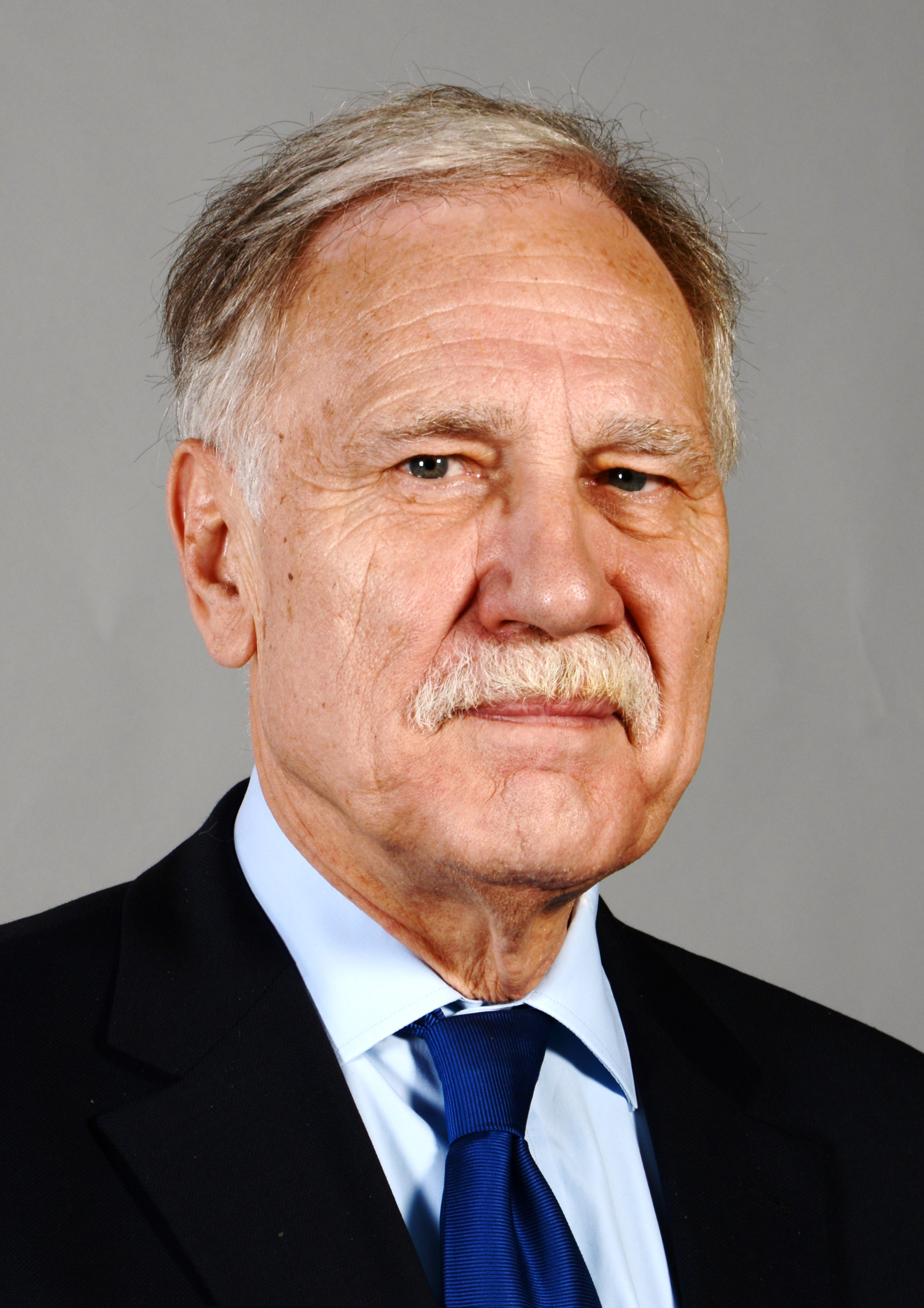
Dominique Riquet, 2014

Dominique Riquet (* 18. September 1946 in Valenciennes, Département Nord) ist ein französischer Politiker (PRad, MRSL). Er ist seit 2009 Mitglied des Europäischen Parlaments.

## Leben und politische Karriere
Riquet arbeitete als Assistenz- und Oberarzt und Doktor der Medizin und legte das fachärztliche Studienzeugnis im Bereich urologische Chirurgie ab. Er war daraufhin angestellter Krankenhausarzt und von 1981 bis 2008 Chefarzt der Abteilung für urologische Chirurgie am Centre hospitalier in Valenciennes.
Riquet war Mitglied der liberalen Parti radical valoisien (PRad). Von 1989 bis 1995 war er Stellvertreter des Bürgermeisters von Valenciennes, Jean-Louis Borloo, danach bis 2002 erster stellvertretender Bürgermeister. Ferner war er von 1992 bis 2009 Mitglied des Regionalrats von Nord-Pas-de-Calais. Als Borloo im Mai 2002 zum Minister ernannt wurde, folgte ihm Riquet im Amt des Bürgermeisters von Valenciennes. Von 2002 bis 2011 war die PRad mit der größeren Mitte-rechts-Partei UMP assoziiert. In dieser Zeit war Riquet auch Vorstandsmitglied der UMP im Département Nord. Ab 2008 war Mitglied des Parteivorstands der Parti radical sowie Vizepräsident des Stadt-Umland-Verbandes Valenciennes Métropole (bis 2014).
Bei der Europawahl 2009 wurde Riquet über die UMP-Liste im Wahlkreis Nordwest-Frankreich in das Europäische Parlament gewählt. Dort saß er in der Legislaturperiode bis 2014 in der christdemokratischen EVP-Fraktion, war Mitglied im Haushaltsausschuss und Delegierter im Ausschuss für parlamentarische Kooperation EU-Russland. Von 2012 bis 2014 war er stellvertretender Vorsitzender des Ausschusses für Verkehr und Fremdenverkehr. Ab 2012 war die PRad Bestandteil des bürgerlichen Mitte-Bündnisses UDI.
Riquets Wiederwahl als EU-Abgeordneter erfolgte 2014 über die gemeinsame Liste von UDI und MoDem, deren Spitzenkandidat im Wahlkreis Nordwest-Frankreich er war und die 11,5 % der Stimmen erzielte. Anschließend saß er in der Fraktion der Allianz der Liberalen und Demokraten für Europa (ALDE), deren stellvertretender Vorsitzender er von 2017 bis 2019 war. In der Legislaturperiode von 2014 bis 2019 war Riquet zudem stellvertretender Vorsitzender des Ausschusses für Verkehr und Tourismus und Delegierter für die Beziehungen zur Volksrepublik China. 2016–17 gehörte er dem Untersuchungsausschuss zu Emissionsmessungen in der Automobilindustrie an. Die Parti radical ging Ende 2017 im Mouvement radical social-libéral (MRSL) auf, dem Riquet seither angehört. Bei der Europawahl 2019 wurde er über die Liste Renaissance gewählt, die von der Partei La République en Marche des Präsidenten Emmanuel Macron dominiert wurde, auf der aber auch Kandidaten des MRSL standen. Riquet ist seither stellvertretender Vorsitzender der liberalen Fraktion Renew Europe (Nachfolgerin der ALDE), einfaches Mitglied im Ausschuss für Verkehr und Tourismus und Delegierter für die Beziehungen zu Japan.
Riquet wurde 2004 als Ritter des Ordre des Arts et des Lettres (Ordens für Kunst und Literatur) ausgezeichnet.